# Право на постріл
«Право на постріл» (рос. «Право на выстрел») — радянський художній фільм 1981 року, знятий Кіностудією ім. М. Горького.

## Сюжет
Прикордонний сторожовий корабель «024», яким командує капітан-лейтенант Олексій Нікітін, виявляє неправомірні дії іноземних риболовецьких суден в радянських територіальних водах. Одне судно затримано і супроводжено в радянський порт. Між його командою і радянськими слідчими починається гра в юридичні і політичні моменти. Радянська сторона доводить факти навмисного порушення радянського і міжнародного законодавства, члени команди іноземного судна виправдовуються складними обставинами і загрожують міжнародним скандалом за їх затримання. Слідчі відзначають ряд невеликих, але непояснених протиріч у показаннях «рибалок», які можуть бути легко зрозумілі, якщо допустити, що затримане судно цілеспрямовано бере участь в розвідувальній операції. Підтверджено незаконний вилов краба і збираються факти для доказу участі в шпигунстві, як справжньої причини перетину іноземним судном радянського кордону. В цей же час, досвідчений командир «024», розгадуючи плани противника, починає переслідувати замасковане під риболовецьке розвідувальне судно SF-087 «KIOSI» — основного учасника шпигунської акції. Капітан цього судна, унаслідок неодноразових прикордонних інцидентів, давній знайомий Нікітіна…

## У ролях
- Володимир Івашов —  капітан-лейтенант Нікітін
- Талгат Нігматулін —  Капітан шхуни «Кійосі»  (озвучив Микола Єременко)
- Олександр Мартинов —  старший лейтенант Кримов
- Регіна Разума —  дізнавач, старший лейтенант
- Віктор Лоренц —  Шеф
- Болот Бейшеналієв —  шкіпер Мікі-18
- Геннадій Четвериков — член команди «Кійосі»
- Олег Лі — телеграфіст шхуни «Кійосі»
- Ігор Пушкарьов — офіцер штабу
- Станіслав Коренєв — командир прикордонної служби
- Юрій Майнагашев —  радист Мікі-18
- Ментай Утепбергенов — боцман шхуни «Кійосі»
- Олександр Январьов —  інспектор рибоохорони

## Знімальна група
- Режисер: Віктор Живолуб
- Автор сценарію: Олег Смирнов
- Оператор: Олександр Філатов
- Композитор: Євген Крилатов